# Johann Philipp Roth
Johann Philipp Roth (Pärnu, 1754. november 24. – Kanepi, 1818. június 25.) az egyik első balti német író és népnevelő.

## Élete
Livóniában született, 14 évesen ment Németországba tanulni. Középiskolai tanulmányai után Halléban és Königsbergben teológiát hallgatott. 1780-tól haláláig a kanepi plébánia lelkésze volt, 1798-ban Võrumaa prépostjává nevezték ki. 1803-tól Tartu-Võru prépostjaként tizenhét egyházközségért volt felelős. Munkásságában az észt vidéki lakosság oktatása előmozdításának szentelte magát. 1802-ben társalapítója volt a võrumaa-i tanári konventnek, könyvtárnak és olvasókörnek. Ugyanebben az évben kiadott egy võro nyelvű énekeskönyvet, majd 1803-ban egy, a népnyelvvel foglalkozó kézikönyvet jelentetett meg. 1804-ben megalapította Kanepiben a plébániai fiúiskolát, amely a maga nemében az első volt a mai Észtország területén. Az iskola modern tantervei az 1802-ben újjáalakult Tartui Egyetemmel szoros együttműködésben készültek. 1811-ben  Roth saját költségén egy hasonló iskolát alapított szegény leányok részére. 1804-ben võro nyelvre fordította a livóniai paraszti törvénykönyvet, így az észt parasztság saját nyelvén ismerhette meg azokat a jogokat, amelyeket I. Sándor orosz cár biztosított számukra. 
1806-ban megalapította a Tarto maa rahwa Näddali-Leht című hetilapot, amely feltehetőleg a legelső dél-észt nyelvű újság volt. Szorosan együttműködött fiával, Georg Philipp August von Roth-tal, aki később a Tartui Egyetem finn és észt oktatója lett, valamint sógorával, Gustav Adolph Oldekoppal, aki Põlvamaa lelkésze volt. Az újságot hamarosan betiltották az orosz hatóságok (összesen 39 száma jelent meg), de ennek ellenére nagy hatást gyakorolt a dél-észt, mint írott nyelv fejlődésére, valamint a helyi lakosság műveltsége szintjének emelésére. Roth kezdeményezésére 1810-ben a még jobbágyság alatt álló livóniai parasztok örökletes családneveket kaptak.
Johann Philipp Roth felesége Beate Catharine Seefels volt (elhunyt: 1818). Öt fiuk és hét lányuk született. Roth, aki német anyanyelvű volt gondoskodott arról, hogy gyermekei tökéletesen tanulják meg a võro nyelvet.

## Fordítás
- Ez a szócikk részben vagy egészben  a   Johann Philipp Roth című német Wikipédia-szócikk ezen változatának fordításán alapul.  Az eredeti cikk szerkesztőit annak laptörténete sorolja fel. Ez a jelzés csupán a megfogalmazás eredetét és a szerzői jogokat jelzi, nem szolgál a cikkben szereplő információk forrásmegjelöléseként.

1. 1 2 3 4  „Рот, фон-, Иоганн-Филипп” (orosz nyelven). Russian Biographical Dictionary, Volume 17.